# Anafonítria
Anafonítria (Anafonitria) är en ort i Grekland.   Den ligger i prefekturen Nomós Zakýnthou och regionen Joniska öarna, i den sydvästra delen av landet, 270 km väster om huvudstaden Aten. Anafonítria ligger 326 meter över havet och antalet invånare är 248. Den ligger på ön Zakynthos.
Terrängen runt Anafonítria är huvudsakligen kuperad, men västerut är den platt. Havet är nära Anafonítria västerut. Runt Anafonítria är det ganska glesbefolkat, med 48 invånare per kvadratkilometer. Närmaste större samhälle är Katastárion, 9,6 km öster om Anafonítria. == Kommentarer ==
1. ↑  Framräknat ur höjduppgifter (DEM 3") från Viewfinder Panoramas.[2] Mer om algoritmen finns här: Användare:Lsjbot/Algoritmer.
2. ↑  Framräknat ur variansen i alla höjduppgifter (DEM 3") från Viewfinder Panoramas, inom 10 km radie.[2] Mer om algoritmen finns här: Användare:Lsjbot/Algoritmer.